# Гавриловић
Гавриловић је претежно српско и у мањој мери хрватско презиме, настало од мушког имена Гаврило. Може се односити на:
- Андрија Гавриловић (рођен 1965), српско-италијански кошаркашки тренер
- Богдан Гавриловић (1864–1947), српски математичар, филозоф и просветитељ
- Драгутин Гавриловић (1882–1945), угледни српски, а касније и југословенски војни официр
- Михаило Гавриловић (1868–1924), истакнути српски историчар и дипломата
- Мирослав Гавриловић (1930–1920), патријарх српски као Патријарх српски Иринеј
- Сања Гавриловић (1982), бацачица кладива из Хрватске

Такође се може односити на:
- Гавриловић (предузеће), најстарији хрватски произвођач меса и кобасица, основан 1620. године са сједиштем у Петрињи